# فرودگاه صحرایی هوور
فرودگاه صحرایی هوور (به انگلیسی: Hoover Field) یک فرودگاه است . این فرودگاه در کشور ایالات متحده آمریکا قرار دارد .